# کوین ریگ
کوین ریگ (انگلیسی: Kevin Rüegg؛ زادهٔ ۵ اوت ۱۹۹۸) بازیکن فوتبال اهل سوئیس است.
از باشگاه‌هایی که در آن بازی کرده‌است می‌توان به باشگاه فوتبال زوریخ اشاره کرد.

## دوران ملی
وی همچنین در تیم‌های ملی فوتبال زیر ۱۵ سال سوئیس، زیر ۱۶ سال سوئیس، زیر ۱۷ سال سوئیس، زیر ۱۹ سال سوئیس و زیر ۲۱ سال سوئیس بازی کرده‌است.